# Rattus nativitatis
Rattus nativitatis är en utdöd däggdjursart som först beskrevs av Thomas 1889.  Rattus nativitatis ingår i släktet råttor och familjen råttdjur. IUCN kategoriserar arten globalt som utdöd. Inga underarter finns listade i Catalogue of Life.
Arten var med en kroppslängd (huvud och bål) av 25 till 27 cm och en uppskattad vikt av 250 till 300 g en stor gnagare. Den tjocka svansen var ganska kort med en längd av cirka 17,5 cm. Den långa, täta och grova pälsen hade på ovansidan en mörk rödbrun färg och undersidan var lite ljusare. På ryggen fanns ett ungefär 2 cm tjockt fettskikt men dess syfte gick inte att utreda.
Denna råtta var endemisk för Julön. Den hade en kort svans samt kraftiga händer och fötter. Därför antas det att den främst vistades i sina underjordiska bon. Vanligen levde en mindre flock i boet. Arten åt frukter som föll ner till marken samt unga växtskott och bark.
Den saknade förmåga att klättra i växtligheten. Rattus nativitatis var nattaktiv.
Rattus nativitatis dog ut vid slutet av 1800-talet eller i början av 1900-talet.